# Samiha Ayverdi

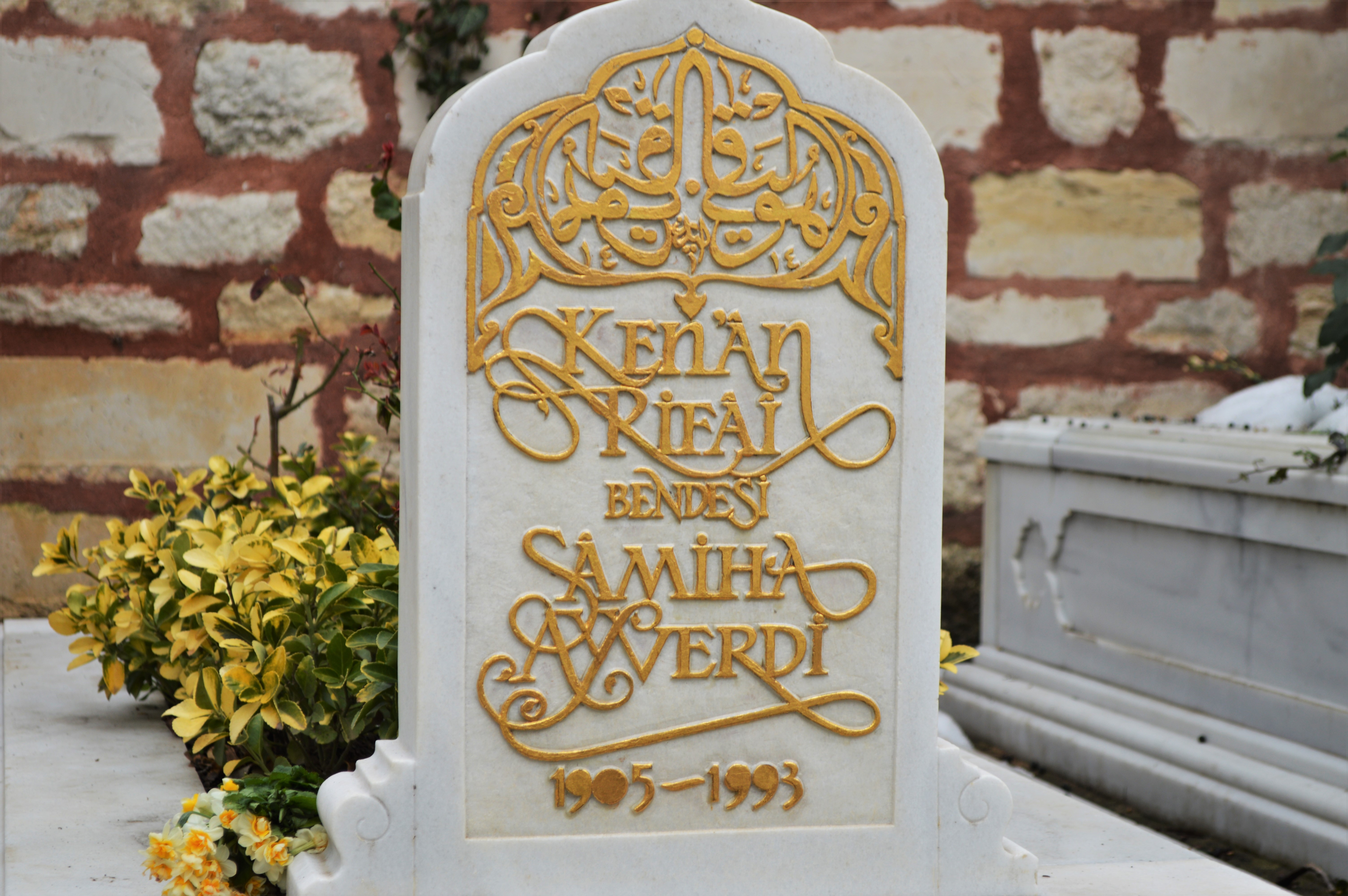
Grab von Samiha Ayverdi auf dem Merkezefendi-Friedhof in Istanbul

Samiha Ayverdi (* 25. November 1905 in Istanbul; † 22. März 1993 ebenda) war eine türkische Autorin und Mystikerin. Sie war eine Anhängerin des Sufidenkers Kenan Rifai.
1938 schrieb sie ihren ersten Roman Aşk Budur.
1966 gründete sie die türkische Hausfrauenvereinigung.
Annemarie Schimmel widmete mehrere ihrer Publikationen Samiha Ayverdi.
Im Istanbuler Stadtteil Fatih wurde 2005 eine Schule nach ihr benannt.

## Werke (Auswahl)
- Aşk Budur (Aşk Bu İmiş) (1938)
- Batmayan Gün (1939)
- Mâbette Bir Gece (1940)
- Ateş Ağacı (1941)
- Yaşayan Ölü (1942)
- Son Menzil (1943)
- Yolcu Nereye Gidiyorsun (1944)
- Yusufcuk (1946)
- Mesihpaşa İmamı (1948)
- Kenan Rifai ve 20. Asrın Işığında Müslümanlık (1951 zusammen mit Safiye Erol, Nezibe Araz)
- İstanbul Geceleri (1952)
- Edebî ve Mânevî Dünyâsı İçinde Fâtih (1953)
- İbrâhim Efendi Konağı (1964)
- Boğaziçi'nde Târih (1966)
- Misyonerlik Karşısında Türkiye (1969)
- Türk-Rus Münâsebetleri ve Muhârebeleri (1970)
- Bir Dünyâdan Bir Dünyâya (1974)
- Türk Târihinde Osmanlı Asırları (1975)
- Millî Kültür Meseleleri ve Maârif Dâvâmız (1976)
- Âbide Şahsiyetler (1976)
- Türkiye'nin Ermeni Meselesi (1976)
- Hâtıralarla Başbaşa (1977)
- Kölelikten Efendiliğe (1978)
- Dost (1980)
- Yeryüzünde Birkaç Adım (1984)
- Rahmet Kapısı (1985)
- Mektuplardan Gelen Ses (1985)
- Ne İdik Ne Olduk (1986)
- Hancı (1986)
- Bağ Bozumu (1987)
- Hey Gidi Günler Hey (1988)
- Küplüce'deki Köşk (1989)
- Ah Tuna Vah Tuna (1990)
- Dile Gelen Taş (1999)
- Râtibe (2000)
- İki Âşinâ (2003)
- Ezelî Dostlar (2004)
- Mülâkatlar (2005)
- Dünden Bugüne Ne Kalmıştır (2006)